# Христианство в Иране
Христиа́нство в Ира́не (перс. مسیحیان ایران‎ [masīhījān-e irān] от перс. مسیحی‎ [masīhī] производное от арабского слова «Масих», что означает «Мессия») — религия-меньшинство распространённая в Иране. Появилось в Иране в столетия, предшествующие приходу ислама. Христианство всегда было религией меньшинства по сравнению с большинством других государственных религий (зороастризм до исламского завоевания, суннитский ислам в средневековье и шиитский ислам в наше время), хотя в прошлом христианство имело гораздо большее число последователей, чем сегодня. Христиане Ирана сыграли значительную роль в истории христианской миссии. В настоящее время в Иране насчитывается по меньшей мере 600 церквей и 500 000-1 000 000 христиан.

## Основные христианские деноминации
В Иране представлен ряд христианских конфессий. Многие члены более крупных и старых церквей принадлежат к этническим меньшинствам — армянам и ассирийцам, имеющим свою собственную самобытную культуру и язык. Члены новых, небольших церквей набираются как из традиционно христианских этнических меньшинств, так и из новообращённых людей нехристианского происхождения.
Основными христианскими церквями являются:
- Армянская апостольская церковь в Иране (между 110 000[3], 250 000[4], и 300 000[5] приверженцев) имеется 3 епархии;
- Ассирийская церковь Востока в Иране (около 11 000-20 000 приверженцев)[1][6]. Сегодня в Иране действует отдельная епархия принадлежащая Ассирийской церкви Востока;
- Католическая церковь в Иране представлена в трёх различных направлениях[6]. Численность католиков в Иране составляет около 21 400 человек (латинского обряда — около 10.000 человек, армянского обряда — около 8.000 человек и халдейского обряда — около 3.400 человек[7]). В стране проживают также индийские католики из Гоа и Мангалора, которые не имеют собственных церковных структур. В настоящее время в Иране существуют 4 архиепархии и 2 епархии различных католических церквей. (см. Католицизм в Иране):
  - Халдейская католическая церковь (3900 приверженцев по состоянию на 2014 год)[8] имеется 4 диоцеза Халдейской католической церкви;
  - Армянская католическая церковь и Римско-католическая церковь
- Православная церковь в Иране насчитывает около 60 000 прихожан, в основном грузин, практически все из них являются членами Грузинской православной церкви[9]. (см. Православие в Иране)

Другие различные христианские конфессии, например:
- Пресвитерианство, включая Ассирийскую евангелическую церковь
- Пятидесятники, включая Ассирийскую пятидесятническую церковь
- Джамаат-э Раббани (иранские Ассамблеи церквей Бога)
- Англиканский диоцез Ирана.

По данным «Operation World», в Иране насчитывается от 7000 до 15 000 членов и приверженцев различных протестантских, евангельских и других церквей меньшинств, хотя эти цифры трудно проверить в нынешних политических обстоятельствах.
В Международном докладе о свободе вероисповедания за 2004 год Госдепартамента США приводится несколько большее общее число в 300 000 христиан в Иране, и говорится, что большинство из них являются этническими армянами, за которыми следуют этнические ассирийцы.
В докладе «Информация и руководство по странам: христиане и новообращённые христиане, Иран», опубликованном в декабре 2014 года министерством внутренних дел Соединённого Королевства, говорится, что в Иране насчитывается 370 000 христиан.

## История

### Древность и Средние века
Согласно Деяниям Святых Апостолов, среди первых новообращённых христиан в Пятидесятницу были персы, парфяне и мидяне, произошло это во время миссии на восток Апостола Фомы. С тех пор в Иране постоянно присутствуют христиане. Первые, более менее, крепкие христианские общины появились в Парфии не позже II века.
В апостольскую эпоху, I век, христианство начало утверждаться по всему Средиземноморью. Однако на восточных границах Римской империи и в Персии развивалась совершенно иная семитская христианская культура. Сирийское христианство многим обязано существовавшим ранее еврейским общинам и арамейскому языку. На этом языке говорил Христос, и до сих пор говорят на различных формах современного арамейского языка этнические ассирийские христиане в Иране, северо-восточной Сирии, юго-восточной Турции и в Ираке сегодня (см. ассирийский новоарамейский язык).
Из Ассирии, управляемой персами (Ассиристан), миссионерская деятельность распространила сирийское христианство восточного обряда по всей Ассирии и Месопотамии, а оттуда в Персию, Малую Азию, Сирию, Кавказ и Центральную Азию, основав христианские общины в Индии (миссия Апостола Фомы) и воздвигнув несторианскую стелу и пагоду Дацинь в Китае. В списке епископов сирийской церкви 224 года упоминается уже епископ Дайлама, то есть современной области Гилян на южном берегу Каспийского моря.
Раннехристианские общины, расположенные по обе стороны римско-персидской границы, оказались в эпицентре междоусобиц. В 313 году, когда Константин I Великий провозгласил о свободе вероисповедания для христиан в Римской империи, сасанидские правители Персии наоборот начали политику преследования христиан, включая двойной налог Шапура II в 340-х годах. Сасаниды боялись христиан как подрывное и нелояльное меньшинство. В начале V-го века официальные преследования снова усилились. Однако со времени правления Ормизда III (457—459 годы) серьёзные гонения стали реже, а персидская церковь начала признаваться. Например, благодаря битве при Аварайре (451 год) и заключённому в результате этого договору 484 года многочисленные армянские подданные Персидской империи получили официальное право свободно исповедовать христианство. Во время раскола V века персидские христиане приняли сторону патриарха Нестория. Политическое давление внутри Персии и культурные различия с западным христианством были в основными причинами в несторианском расколе, в ходе которого церковная иерархия Римской империи назвала Церковь Востока еретической. Поскольку несторианство преследовалось официальным Римом, оно начинает пользоваться поддержкой Сасанидских шахиншахов. К IV веке в столице Сасанидской империи Ктесифоне появляется собственный епископ. Епископ Ктесифона приобрёл титул сначала католикоса, а затем патриарха Церкви Востока, полностью независимого от какой-либо римско-византийской иерархии и объединяющая большинство христиан Персии. Большую их часть составляли сирийцы, а сирийский язык становится официальным языком этой церкви. Сирийцы-несториане занимаются активной миссионерской деятельностью, которая простиралась по всему Шёлковому пути вплоть до Китая. Многие старые церкви сохранились в Иране с первых дней христианства. Есть мнение например, что ассирийская церковь Март-Мариам (в честь Святой Марии) на северо-западе Ирана второй по древности церковью в христианском мире после базилик Рождества в Вифлееме на Западном берегу. Китайская принцесса, которая внесла свой вклад в её реконструкцию в 642 году нашей эры, выгравировала своё имя на камне на стене церкви. Знаменитый итальянский путешественник Марко Поло также описал церковь после своего визита.
После арабского завоевания несторианская церковь сохранилась и продолжила свою деятельность, но численность несториан неуклонно снижалась на протяжении Средних веков. Арабское исламское завоевание Персии в VII веке первоначально принесло пользу христианам, поскольку они были защищённым меньшинством в исламе. Однако примерно с X-го века религиозная напряжённость снова привела к преследованиям. Влияние европейских христиан поставило ближневосточных христиан в опасность во время крестовых походов. С середины XIII-го века монгольское правление было облегчением для персидских христиан, пока Ильханат не принял ислам на рубеже XIV-го века. Христианское население постепенно сократилось до небольшого меньшинства. Христиане отделились от основного общества и закрылись в своих общинах (в основном ассирийцы и армяне). Гонения на христиан возобновились в XIV веке; когда мусульманский военачальник тюрко-монгольского происхождения Тамерлан завоевал Персию, Месопотамию, Сирию и Малую Азию, он приказал массово убивать христиан в Месопотамии, Персии, Малой Азии и Сирии. Большинство жертв были коренными ассирийцами и армянами, членами Ассирийской церкви Востока и армянской апостольской церкви.
В 1445 году часть ассирийско-арамейскоязычной церкви Востока вступила в общение с католической церковью (в основном в Османской империи, но также и в Персии). Эта группа начала колебаться, но существовала как отдельная церковь с тех пор, как папа Юлий III посвятил Шимуна Сулака в качестве халдейского патриарха Вавилона в 1553 году. Большинство ассирийских католиков в Иране сегодня являются членами Халдейской католической церкви. Ассирийская церковь Востока это община, говорящая на арамейском языке, которая остаётся независимой. Обе церкви в настоящее время имеют гораздо меньшее количество последователей в Иране, чем Армянская апостольская церковь.

### Новое время
Во время правления Сефевидов в состав Персии входит территория современной Армении. В результате, в Иране появляется большое количество последователей Армянской апостольской церкви. Они играли важную роль в персидском обществе, среди них было большое количество ремесленников и торговцев. В частности, большое количество персидских армян участвовало в торговле с Русским царством.
Число христиан в Иране было значительно увеличено благодаря различным правителям последующих царств, правивших с 1501 года. Например, в 1606 году во время османско-сефевидской войны шах Аббас I переселил около 300 000 армян вглубь современного Ирана, а также основал армянский квартал в тогдашней столице Исфахане, который всё ещё в основном населён армянами-христианами примерно четыре столетия спустя: новый район Нор-Джуга. Кроме того, сотни тысяч христиан грузин и черкесов были депортированы и переселены в ту же эпоху Сефевидов и в более позднюю эпоху Каджаров в Иране, хотя в настоящее время обе общины являются исключительно мусульманскими.
В XVIII и XIX веках протестантские миссионеры начали евангелизировать в Персии. Они направили свои операции на поддержку существующих церквей страны, одновременно улучшая образование и здравоохранение. В отличие от более старых этнических церквей, эти евангельские протестанты начали взаимодействовать с этнической персидской мусульманской общиной. Их печатные станки производили много религиозных материалов на разных языках. Некоторые персы впоследствии обратились в протестантизм, и их церкви всё ещё существуют в Иране (используя персидский язык).

### XX век
В 1975 году христиан насчитывалось около 1,5 % от общей численности населения. Относительно динамики численности христиан существуют противоречивые данные. Одни источники утверждают, что христианство в Иране переживает расцвет, другие, напротив, утверждают, что христианству в Иране грозит исчезновение.
В начале XX века в Иране вновь возросло стабильное и сохранившееся христианское население, на этот раз из-за последствий геноцида ассирийцев (1914—1924 годы) и геноцида армян (1914—1923 годы), когда туда хлынули десятки тысяч беженцев. Однако обе резни резко негативно сказались и на христианском населении Ирана, поскольку османские войска пересекли иранскую границу на более поздних этапах Первой мировой войны и убили многие десятки тысяч армян и ассирийцев в пределах границ Ирана, особенно в провинции Западный Азербайджан, а также в соседних провинциях. Яркие, огромные и тысячелетние коренные христианские общины в этих частях Ирана были практически уничтожены действиями турок, сократившись с ранее составлявшего большинство населения в некоторых регионах до очень небольшого, хотя и заметной общины. Например, до Первой мировой войны и геноцида ассирийцев население Урмии составляло от 40 до 50 % христиан. В настоящее время это число Урмии составляет от 1 % до 2 %.
В 1918 году, во время Персидской кампании, около половины ассирийцев Персии погибло в турецких и курдских погромах и связанных с ними вспышках голода и болезней. Около 80 % ассирийского духовенства и духовных лидеров погибли, угрожая способности нации выжить как единое целое.

## Настоящее время
В 1976 году перепись показала, что христианское население Ирана, имеющее гражданство, насчитывало 168 593 человека, причём большинство из них были армянами. Из-за ирано-иракской войны в 1980-х годах и распада Советского Союза в 1990-х годах почти половина армян мигрировала в новую независимую Армению, но по одной оценке с 1999 года их число составляло 310 000. По другим оценкам с 2000 года число христиан с иранским гражданством составляло 109 415 в 2006 году.
В этот период была зафиксирована значительная иммиграция ассирийцев из Ирака из-за массовых убийств и преследований в Ираке после свержения Саддама Хусейна. Однако большинство этих ассирийцев в Иране не имеют иранского гражданства и поэтому не включены в данные. В 2008 году центральный офис Международного союза ассирийцев был официально переведён в Иран после более чем четырёх десятилетий пребывания в Соединённых Штатах.
| Перепись | Христиане | Всего      | Процент | +/−   |
| 1976     | 168,593   | 33,708,744 | 0,500 % | …     |
| 1986     | 97,557    | 49,445,010 | 0,197 % | −42 % |
| 1996     | 78,745    | 60,055,488 | 0,131 % | −19 % |
| 2006     | 109,415   | 70,495,782 | 0,155 % | +39 % |
| 2011     | 117,704   | 75,149,669 | 0,157 % | +8 %  |

Официально христианство в Иране разрешено, однако им запрещено заниматься проповеднической деятельностью. Иранских христиан можно разделить на две категории: этнические и не этнические. К этническим можно отнести армян и ассирийцев, которые обладают своей собственной лингвистической и культурной традицией. Неэтнические христиане Ирана преимущественно состоят из протестантов, которые когда-то перешли из ислама в христианство и рассматриваются властями как вероотступники.
После Исламской революции 1979 года этническим христианам были дарованы базовые религиозные права: ведение служб, содержание религиозных школ, соблюдение праздников, специальное семейное законодательство и т. д. Армянская община имеет два кресла в парламенте, а ассирийская одно. Тем не менее, этнические христиане подвергаются различным репрессиям со стороны властей Ирана. Христианам запрещается вести службы на персидском языке, строить новые церкви, а также они регулярно должны докладывать правительству о своей деятельности. Наряду с этим, они подвергаются более серьёзным уголовным наказаниям за совершённые преступления, чем мусульмане.
Что касается протестантов, то официально они признаны Тегераном. Несмотря на это, они подвергаются гораздо более суровым репрессиям и ограничениям со стороны властей, по сравнению с армянами и ассирийцами. Это объясняется тем, что они используют персидский язык, а также отличаются своим стремлением к прозелитизму. Верховный лидер Ирана Али Хаменеи и многие иранские чиновники считают новоиспечённых протестантов богоотступниками, работающими под прикрытием Запада. По данным базирующегося в США Фонда Барнабаса, вмешательство правительства, экспроприация собственности, принудительное закрытие и преследование, особенно в первые годы после Иранской революции, были задокументированы.
В 2005 году одновременно с приходом к власти Махмуда Ахмадинежада, гонения на новообращённых протестантов и домашние церкви усилились. Всё это происходит до сих пор под предлогом того, что евангелизм — это инакомыслящая форма христианства, связанная с Западом и сионизмом, чья деятельность направлена против существующего в Иране исламского режима.
На 2006 год в Иране насчитывалось 109 415 христиан (0,155 % населения). Христианство исповедуется представителями национальных меньшинств — армянами, грузинами и ассирийцами. Христиане обладают определённой свободой вероисповедания — они могут производить и употреблять нехаляльную пищу, употреблять алкогольные напитки, они имеют своих представителей в маджлисе: по одному представителю от Халдейской и Ассирийской церквей, два представителя от Армянской церкви.
2 февраля 2018 года четыре эксперта ООН по правам человека заявили, что члены христианского меньшинства в Иране, особенно те, кто принял христианство, сталкиваются с серьёзной дискриминацией и религиозными преследованиями. Они выразили свою озабоченность по поводу обращения с тремя иранскими христианами, заключёнными в тюрьму в Иране.
Иранские христиане, как правило, живут в городах, причём 50 % из них живут в Тегеране.
Христианство остаётся второй по величине религией немусульманского меньшинства в стране.
Онлайн-опрос, проведённый в июне 2020 года, показал, что гораздо меньший процент опрашиваемых иранцев верят в ислам, причём половина опрошенных указали, что они потеряли свою религиозную веру. Опрос, проведённый нидерландской компанией GAMAAN (Группа по анализу и измерению отношения в Иране), используя онлайн-опрос, чтобы обеспечить большую анонимность для респондентов, опросила 50 000 иранцев и обнаружила, что 1,5 % идентифицировали себя как христиане.

## Ассирийцы Ирана
Два народа, находившиеся под влиянием иранской культуры, приняли христианство: ассирийцы (говорящие на сирийском языке) и армяне. После прихода в Иран ислама и в эпоху правления праведных халифов — до периода Омейядов — иранские христиане-сирийцы, выплачивая джизью и харадж, жили в полной безопасности и спокойствии и отправляли свои религиозные обряды. У несториан (→ ассирийцев) была независимая община, и за управление её внутренними делами ответственность нёс патриарх или признаваемый ими халиф. В период правления Аббасидов христиане приобрели огромное влияние при дворе халифата и успешно занимались такой научной деятельностью, как перевод философских, медицинских и научных работ греческих авторов. В эпоху монгольского нашествия и после неё христиане-сирийцы переживали ту же судьбу, что и другие иранцы.
В эпоху правления Каджаров несториане Ирана, проживавшие, в основном, в районе городов Сельмас и Урмия, страдали от неблагоприятных экономических и культурных условий и выплаты обременительных налогов, и поневоле некоторые из них переселялись в Россию. В конце XIX века протестантские миссионеры из Америки и Англии и католики из Рима начали проповедовать среди общины иранских ассирийцев и поощрять их к учреждению культурных центров и библиотек и изданию книг и газет
. Эти действия стали причиной интереса некоторых ассирийцев к протестантской и католической доктринам. В дальнейшем группа, принявшая католицизм, называла себя халдеями. В настоящее время у иранских ассирийцев есть представитель в Меджлисе Исламского совета Ирана.

## Армяне Ирана
Другая группа иранских христиан — армяне, присоединившиеся к иранскому культурному кругу во время Ахеменидов. Безопасность и спокойствие армян, принявших христианство с начала IV века, постоянно находилась под угрозой, испытывая на себе влияние отношений правителей Ирана и Византии. С приходом ислама армяне — до периода правления Аббасидов — платили центральному правительству джизью и были свободны в отправлении своих религиозных обрядов. В период правления Сефевидов, в особенности при Аббасе I, когда большая группа армян была переселена из Армении в Исфахан, они стали пользоваться особыми привилегиями, и им были обеспечены подходящие условия для экономического развития.
В эпоху правления Каджаров из-за множества социальных беспорядков некоторые армяне исфаханского квартала Джульфа эмигрировали в Индию и Англию. Несмотря на это, их общины до сих пор проживают в Тегеране, Иранском Азербайджане, Гиляне, Исфахане и Ширазе.
На основании конституции Исламской Республики Иран армяне обладают социальными правами и свободой в отправлении религиозных обрядов, а в Меджлисе Исламского совета у армян юга и севера страны есть по одному представителю.

## Христиане обращённые из ислама
Начиная с 1970-х годов некоторые протестантские пасторы начали проводить церковные службы в домах на персидском языке, а не на одном из языков этнических христианских меньшинств, таких как армянский или сирийский. Одним из ключевых лидеров, возглавивших это движение, был епископ пятидесятичной Ассамблеи Бога Айк Овсепян Мехр. Поклонение в домах, а не в церковных зданиях, и использование национального языка (персидского), на котором говорили все мусульмане, в сочетании с недовольством насилием, связанным с Иранской революцией, привело к тому, что значительное число иранских мусульман покинули ислам и обратились в христианство. Это имело место как внутри Ирана, так и за рубежом, среди иранской диаспоры. В настоящее время запрещено распространять христианскую литературу на персидском языке.
Мусульмане, которые меняют свою веру на христианство, подвергаются общественному и официальному давлению, которое может привести к смертной казни. Хотя гражданский кодекс прямо не предусматривает смертной казни — при этом преступление карается штрафами, поркой и тюремным заключением, — судьи могут вынести смертную казнь, если пожелают.
Спутниковые телевизионные сети, такие как Mohabat TV, Sat7 Pars и TBN Nejat TV, распространяют образовательные и ободряющие программы для христиан, особенно для тех, кто говорит на персидском языке. Некоторые бывшие мусульмане, а ныне христиане эмигрируют из Ирана по образовательным, политическим или экономическим причинам.
Трудно получить точные цифры относящиеся к протестантам всех конфессий и католиков в Иране. Усложняет дело смешение этнической идентичности с религиозной принадлежностью, а также число мусульман, обращённых в христианство, которые, как обсуждалось выше, имеют сильный стимул скрывать себя. Большинство информантов часто ссылались на «всего несколько тысяч» при оценке общего числа неэтнических христиан в Иране. Согласно данным середины 1990-х годов, все протестантские церкви в Иране утверждали, что у них около 5000, 8000, 10 000 или 15 000 членов. Исследование 2015 года показало (описывая это как консервативную оценку), что в Иране проживало 100 000 верующих-христиан мусульманского происхождения, большинство из которых были евангелистами или пятидесятниками.

## Притеснения христиан в Иране
Иранские христиане считают, что уже сейчас в их стране вместо демократии установилась «исламская диктатура». Правительство запрещает христианам совершать богослужение на персидском — основным языке Ирана. Волна арестов христиан коснулась не только членов запрещённых «домашних» групп, но и официально зарегистрированных религиозных организаций. Иранские власти обвиняют христиан в поддержке политической оппозиции и «агрессивном миссионерстве». Иранские спецслужбы предполагают, что действующие в Иране христианские миссии занимаются подрывной деятельностью в пользу западных держав. Законодатели предпринимают шаги, чтобы узаконить смертную казнь для тех, кто покинул ислам и тех, кто пытался обратить людей в христианство.
В отличие от традиционных конфессий, к протестантским деноминациям иранские власти относятся настороженно. Их деятельность находится под постоянным наблюдением спецслужб. Власти подозревают их в активном прозелитизме, подрывной деятельности и связях с западными спецслужбами. Большинство скандалов с арестами христиан в Иране, связаны именно с протестантами, хотя их всего 10 тысяч из 200—300 тысяч иранских христиан.
Согласно конституции, все граждане Ирана равны перед законом, и все в одинаковой степени защищаются законом. Тем не менее, власти Ирана зачастую подвергают христиан ограничениям в таких социальных сферах, как образование, трудоустройство и правовая защита.
Трудоустройство, как в частном, так и в государственном секторах, является одной из областей, в которой существует большое количество ограничений для христиан. Иранские работодатели всегда требуют у соискателей указывать принадлежность к религии. Христиане испытывают трудности при начинании бизнеса, а также с получением займов и кредитов. В конституции Ирана прописано, что определённые государственные должности могут занимать только мусульмане, включая посты духовного лидера, президента, судей, а также министров.
Что касается дискриминации в сфере образования, то следует упомянуть, что конституция ИРИ гарантирует возможность получать бесплатное среднее образование всем гражданам. Однако христиане сталкиваются с многочисленными проблемами, пытаясь дать своим детям образование. Христианских студентов либо выгоняют, либо лишают доступа в образовательные учреждения, либо отказывают в выдаче дипломов, несмотря на завершённость обучения. Исключение христианских студентов из университетов рассматривается властями Ирана в качестве наказания за религиозную и политическую деятельность, идущую вразрез с политикой режима. Таким образом руководство страны ограничивает возможность религиозных меньшинств продвигаться по социальной лестнице. Об этом говорится в последнем докладе правозащитной организации International Campaign For Human Rights In Iran.
Христиане и другие религиозные меньшинства, проживающие в Иране, подвергаются дискриминации также и в брачных отношениях. Иранский уголовный кодекс предусматривает более тяжёлые наказания для христиан за совершаемые преступления.
По данным информационного сайта христиан Ирана, члены Корпуса Стражей исламской революции в деревне Дерешк города Салмаст, находившейся на ирано-турецкой границе, обнаружили большое количество Евангелий на персидском языке, которые были полностью сожжены на месте. До этого, в сентябре 2010 года, службы безопасности Ирана сожгли в том же месте Евангелия, найденные в западных районах страны.
Пятидесятнический пастор Хоссейн Судманд был обвинён в отступничестве и казнён в 1990 году. Мехди Дибадж был арестован и заключён в тюрьму более чем на 10 лет, прежде чем был приговорён к смертной казни в 1993 году, но после международного давления он был освобождён в 1994 году, хотя смертный приговор не был отменён. Но в следующем году его убили. В 2011 году Юсеф Надархани, пастор Джаммиат-э-Раббани, был приговорён к смертной казни за отказ отречься от своей веры. В 2013 году ирано-американский пастор и бывший мусульманин Саид Абедини был приговорён к восьми годам тюремного заключения за то, что «помог создать подпольную сеть христианских церквей в стране». Иранские официальные источники опровергли эти утверждения.

#### Заявления правозащитных организаций
- По итогам исследования международной благотворительной христианской организации «Open Doors» за 2012 год, Иран занимает 5-е место в списке стран, где чаще всего притесняют права христиан[70]. Так 13 февраля 2012 года в городе Шираз сотрудниками Ширазского отдела ETTELAAT было арестовано 10 лиц, перешедших из ислама в христианство[71].
- Организация «Всемирная солидарность христиан» (ВСХ) сообщает, что положение христиан в Иране ухудшается и многие из них стремятся покинуть страну. ВСХ призвала власти Ирана гарантировать гражданам свободу вероисповедания[72].
- По данным американской Комиссии по международной религиозной свободе, правительство Ирана причастно «к систематическим вопиющим нарушениям религиозной свободы, включая аресты, пытки и наказания, основанные главным образом на религии обвиняемого». Христиане в Иране, по данным Комиссии, «продолжают оставаться объектом насилия, арестов, преследований, от чего многие стремятся спастись бегством»[73].
- По словам президента христианской организации «Голос мучеников» Тома Уайта, рост числа христианских верующих в Исламской республике происходит, несмотря на жёсткую политику президента-мусульманина и узкого круга его приближённых. В своей книге «Иран: безнадёжен для Бога» он описывает истории семи иранских христиан, ранее исповедовавших ислам.

#### Заявления официальных лиц Ирана
- 4 января 2011 года мэр Тегерана Мортеза Тамадон объявил, что «последний удар по христианам неизбежен» и назвал евангельские церкви «лживыми, аномальными и коррумпированными сектами».
- В мае 2019 года министр разведки Ирана Махмуд Алави выразил озабоченность по поводу обращения иранских мусульман в христианство и заявил, что министерство разведки направило агентов, активно занимающихся «противодействием сторонникам христианства», в районы, где есть потенциал для обращения людей[74].